# Chamaecrista diphylla
Chamaecrista diphylla är en ärtväxtart som först beskrevs av Carl von Linné, och fick sitt nu gällande namn av Edward Lee Greene. Chamaecrista diphylla ingår i släktet Chamaecrista och familjen ärtväxter. Inga underarter finns listade i Catalogue of Life.